# Neoantistea maxima
Neoantistea maxima är en spindelart som först beskrevs av Lodovico di Caporiacco 1935.  Neoantistea maxima ingår i släktet Neoantistea och familjen panflöjtsspindlar. Inga underarter finns listade i Catalogue of Life.